# IC 2380
IC 2380 је спирална галаксија у сазвјежђу Рак која се налази на листи објеката дубоког неба у Индекс каталогу.
Деклинација објекта је + 30° 24' 18" а ректасцензија 8h 28m 43,8s. Привидна величина (магнитуда) објекта IC 2380 износи 14,6 а фотографска магнитуда 15,5. IC 2380 је још познат и под ознакама MCG 5-20-19, CGCG 149-32, NPM1G +30.0131, PGC 23777.